# الکسیس کوروس
الکسیس کوروس (۱۹۶۱، کرمانشاه) نویسنده، مستندساز، کارگردان و تهیه‌کننده ایرانی-فنلاندی است. نخستین کتاب وی، با نام «بچه‌های گندوانا» در سال ۱۹۹۷ برندهٔ جایزهٔ فنلاندیا جونیور شد. نخستین فیلم وی مستندی با نام «در انتظار گودو در دوگُل» بود که در سال ۲۰۰ بر اساس داستان زندگی مهران کریمی ناصری ساخته شد.

او همچنین در واکنش به فیلم هالیوودی بدون دخترم هرگز(۱۹۹۱) مستندی با عنوان بدون دخترم ساخت. کوروس شرکت فیلمسازی با نام دریم کَچِر Dream Catcher راه اندازی کرد که از سال ۲۰۰۳ به انتشار نخستین ماهنامهٔ انگلیسی زبان فنلاند با نام سیکس دگریز (شش درجه) SixDegrees پرداخته‌است. این مؤسسه همچنین از آوریل ۲۰۰۷ روزنامهٔ انگلیسی زبان هلسینکی تایمز Helsinki Times را منتشر می‌کند.

## کتاب
- بچه‌های گوندوانا (Gondwanas Children)
- هارماتان، مسافر و دریم-کَچِر (Harmattan, the Traveler and the Dream Catcher)

## فیلم
- در انتظار گودو در دوگُل (Waiting for Godot at De Gaulle) -مستند-۲۰۰۰
- بدون دخترم (Without my Daughter) -مستند-۲۰۰۲
- روبینا دیگر در اینجا زندگی نمی‌کند (Rubina doesn't live here anymore..)
- منتخب (Chosen) -مستند-۲۰۰۲
- ریشه دار (Rooted)
- کوکوناینِن (Kokonainen) -فیلم کوتاه-۲۰۰۵